# ТЕС Бразі
ТЕС Бразі – теплова електростанція в Румунії у повіті Прахова, за десяток кілометрів на південь від Плоешті.
Майданчику станції розташований біч-о-біч з нафтопереробним заводом Плоєшті. Введення тут енергоблоків почалось у 1961 тривало по 1972 рік. Перші чотири блоки обладнали турбінами з протитиском потужністю по 50 МВт, які окрім виробництва електроенергії постачали пару для потреб НПЗ, а також гарячу воду для системи опалення Плоєшті. Блоки 5 та 6 мали конденсаційні турбіни потужністю по 105 МВт. Блок 7 знову обладнали турбіною з протитиском потужністю 50 МВт, а введені останніми блоки 8 та 9 – паровими турбінами по 200 МВт. Таким чино, у першій половині 1970-х загальна потужність станції досягла 860 МВт.
В 1986-му почала роботу друга черга (Бразі-2), на якій запустили один блок, обладнаний турбіною із протитиском потужністю 50 МВт. Всього у цій черзі передбачалось зведення трьох блоків однакової потужності, проте ці плани так і не здійснились. 
Окрім отримання залишкового тепла від енергоблоків, на майданчику станції починаючи з 1971-го запустили сім водогрійних котлів, котрі обслуговували систему централізованого опалення Плоєшті. Чотири з них мали потужність по 116 МВт, а три – по 122 МВт. Крім того, два котли потужністю по 58 МВт продукували пару для промислових потреб.
Станція споруджувалась з розрахунку на використання місцевої високоякісної нафти та природного газу. Втім, нестача румунського ресурсу змушувала частково використовувати імпортовану нафту гіршої якості, що спричиняло проблеми з котлами. Наразі блоки, які залишились в роботі, використовують переважно природний газ. Окрім газопроводів від місцевих родовищ, до району розташування станції підведено дві перемички діаметром по 500 мм від газотранспортного коридору Трансильванія – Бухарест. 
На момент, коли на станції працювали всі енергоблоки, дві третини необхідної для охолодження води отримували із річки Прахова, а третину – із свердловин.
В першій половині 2010-х власник нафтопереробного заводу запустив новітню електростанцію комбінованого циклу – ТЕС Петробразі, яка повністю покрила потреби НПЗ у електроенергії та парі (крім того, 80% електроенергії цього об’єкту потрапили на ринок). В той же час, на майданчику ТЕС Бразі залишались у роботі лише блоки 5, 6 та 7 загальною потужністю 260 МВт. Крім того, з 2010-го тут працювала газова турбіна потужністю 25 МВт, відпрацьовані якою гази живили котел-утилізатор тепловою потужністю 35 МВт. Також в роботі залишались два водогрійні котли з показниками по 116 МВт. На додачу до них в 2006 – 2007 роках запустили два парові котли потужністю по 4 МВт, які виробляють пару для промислових споживачів.